# Biavicularium
Biavicularium is een mosdiertjesgeslacht uit de familie van de Romancheinidae en de orde Cheilostomatida. De wetenschappelijke naam ervan werd in 1968 voor het eerst geldig gepubliceerd door Cheetham.

## Soorten
- Biavicularium auriculatum (Canu & Bassler, 1923)  †
- Biavicularium chipolanum Cheetham, 1968  †
- Biavicularium colligatum (Canu & Bassler, 1919)  †
- Biavicularium lacrymosum (Canu & Bassler, 1919)  †
- Biavicularium tenue (Busk, 1884)